# 1967 a tudományban
Az 1967 a tudományban és a technikában.

## Csillagászatésűrkutatás
- január 27. – Az Apollo–1 megsemmisül egy tűzben a kilövőálláson.
- január 27. – Az USA, a Szovjetunió és az Egyesült Királyság aláírja az Outer Space Treaty-t.
- április 20. – A Surveyor–3 landol a Holdon.
- április 24. – Vlagyimir Mihajlovics Komarov meghal, miközben landol a Szojuz–1-gyel.
- október 19. – A Mariner–5 elrepül a Vénusz mellett.
- november 9. – A NASA kilövi a Saturn V rakétát, amely az Apollo–4 teszt űrhajót szállítja.
- november – Jocelyn Bell Burnell és Antony Hewish felfedezik a pulzárokat. (1974-ben Antony Hewish fizikai Nobel-díjat kap)
- Az NRAO megépíti a 12 méteres rádióteleszkópját, amit ARO 12m Radio Telescope-nak neveztek el.

## Matematika
- Errett Bishop publikája a Foundations of Constructive Analysis című művét, amiben konstruktivista módon építi újra az analízis nagy részét.

## Orvostudomány
- Thomas Starzl a világon először sikeres májtranszplatációt hajt végre a Anschutz Medical Campusban.

## Díjak
- Nobel-díjak
  - Fizikai Nobel-díj: Hans Albrecht Bethe
  - Kémiai Nobel-díj: Manfred Eigen, Ronald Norrish, George Porter
  - Fiziológiai és orvostudományi Nobel-díj: Ragnar Granit, Haldan Keffer Hartline, George Wald
- A Royal Society díjai
  - Buchanan-érem: Graham Wilson
  - Copley-érem: Bernard Katz
  - Davy-érem: Vladimir Prelog
  - Hughes-érem: Kurt Mendelssohn
  - Royal-érem: Joseph Hutchinson, John Zachary Young, Cecil Edgar Tilley
  - Sylvester-érem: Harold Davenport
- Turing-díj: Maurice Vincent Wilkes
- Wollaston-érem: Edward Crisp Bullard

## Születések
- február 24. – Brian P. Schmidt, Nobel-díjas amerikai születésű ausztrál fizikus

## Halálozások
- január 27. – Edward White amerikai űrhajós (* 1930)
- január 27. – Virgil Grissom, a második amerikai űrhajós, aki eljutott a világűrbe (* 1926)
- február 18. – Robert Oppenheimer amerikai elméleti fizikus, egyike azon fizikusoknak, akiket az „atombomba atyja”-ként emlegetnek (* 1904)
- április 5. – Hermann Joseph Muller fizikai Nobel-díjas amerikai genetikus (* 1890)
- április 24. – Vlagyimir Komarov szovjet, orosz berepülőpilóta, űrhajós (* 1927)
- június 6. – Edward Givens amerikai űrhajós (* 1930)
- augusztus 22. – Gregory Pincus amerikai biológus, kutató (* 1903)
- szeptember 18. – John Cockcroft Nobel-díjas angol fizikus, az angol radarrendszer kifejlesztőinek egyike (* 1898)
- október 9. – Cyril Norman Hinshelwood angol fizikai vegyész  (* 1898)
- november 3. – Alexander Craig Aitken új-zélandi matematikus (* 1895)
- november 19. – Kazimierz Funk lengyel biokémikus, nevéhez fűződik a vitamin koncepciójának első kidolgozása (* 1884)